# Beniamín Bliumenfeld
Beniamín Márkovich Bliumenfeld (en ruso: Бениамин Маркович Блюменфельд, también conocido como Benjamin Markowitsch Blumenfeld) (Vawkavysk, 24 de mayo de 1884 - Moscú 5 de marzo de 1947) fue un ajedrecista y teórico ruso.

## Biografía
Blumenfeld, nacido como Dawid Janowski, tras sus estudios universitarios en Moscú y Berlín para ser abogado, fue considerado en la década anterior a la Primera Guerra Mundial como uno de los mejores jugadores de Ajedrez de Moscú. Su mayor éxito fue quedar empatado en el 4º Torneo de Maestros de toda Rusia en 1905/1906 en San Petersburgo con Akiba Rubinstein, siendo 2º-3º. Triunfo de Georg Salwe.
En 1907 quedó 2º-3º en el Torneo Internacional de Moscú, empatado con Georg Marco, y título para Mijaíl Chigorin. En 1911 fue nombrado Maestro de Ajedrez de Moscú y participó, después de la Revolución de Octubre en 1920, en el primer Campeonato de la Unión Soviética, Olimpiada de Ajedrez de Rusia, quedando octavo, con triunfo de Alexander Alekhine. En 1925, compartió el segundo y tercer lugar en el Campeonato de Moscú con Borís Verlinski, siendo el vencedor Aleksandr Serguéyev.

## Aportación a la teoría en ajedrez
Especializado en el contenido teórico, Blumenfeld fue uno de los ajedrecistas que aportó fundamentos a la Escuela soviética de ajedrez. Fue el creador del Contragambito Blumenfeld: ( 1.d2-d4-f6 2.c2 NG8-c4 e7-e6 3.Sg1-f3 c7-c5 4.d4 d5- b7-b5 ).
|       |       |       |       |       |       |       |       |       |  |
|       | a8 rd | b8 nd | c8 bd | d8 qd | e8 kd | f8 bd | g8    | h8 rd |  |
| a7 pd | b7    | c7    | d7 pd | e7    | f7 pd | g7 pd | h7 pd |       |  |
| a6    | b6    | c6    | d6    | e6 pd | f6 nd | g6    | h6    |       |  |
| a5    | b5 pd | c5 pd | d5 pl | e5    | f5    | g5    | h5    |       |  |
| a4    | b4    | c4 pl | d4    | e4    | f4    | g4    | h4    |       |  |
| a3    | b3    | c3    | d3    | e3    | f3 nl | g3    | h3    |       |  |
| a2 pl | b2 pl | c2    | d2    | e2 pl | f2 pl | g2 pl | h2 pl |       |  |
| a1 rl | b1 nl | c1 bl | d1 ql | e1 kl | f1 bl | g1    | h1 rl |       |  |
|       |       |       |       |       |       |       |       |       |  |

Línea principal
1.d4 Cf6
2.c4 e6
3.Cf3 c5
4.d5 b5
1.d4 Cf6 2.c4 e6 3.Cf3 c5 4.d5 b5 5.dxe6 fxe6 6.cxb5 d5
1.d4 Cf6 2.c4 e6 3.Cf3 c5 4.d5 b5 5.Ag5
1.d4 Cf6 2.c4 e6 3.Cf3 c5 4.d5 b5 5.Ag5 exd5 6.cxd5 h6

## Obras
- Rol endschpila w schachmatnoj parti [Die Rolle des Endspiels in der Schachpartie], [El papel de los finales en el ajedrez] Leningrado, 1931
- Partidas Alekhine-Bogoliubov, Moscú 1931
- Kombinazja w schachmatnoj parti [Die Kombination in der Schachpartie], [La combinación en el juego de ajedrez], Moscú 1938